# Mein schöner Garten
Mein schöner Garten ist eine Publikumszeitschrift des Offenburger Medienkonzerns Hubert Burda Media im Segment „Garten/Wohnen/Land/DasHaus“ des Geschäftsbereichs BurdaVerlag Publishing GmbH.

## Geschichte
Sie erschien erstmals am 24. Februar 1972, produziert im Tiefdruckverfahren, mit einer Druckauflage von 300.000 Exemplaren und 124 Seiten Umfang, teilweise noch schwarz-weiß bebildert. Der Erstausgabetag war zugleich der 69. Geburtstag des damaligen Herausgebers, Franz Burda. Mitherausgeber war anfänglich Lennart Bernadotte von der Blumeninsel Mainau. Den rund 120 Anzeigenkunden aus der deutschen Werbewirtschaft sowie den Medienvertretern vorgestellt wurde die neue Publikation mit einer Gartenparty im Mai 1972 in Monaco auf Einladung und im Beisein des Fürstenpaares Gracia Patricia und Rainier III.
Das Magazin startete in einer Zeit, in der immer mehr deutsche Familien sich am Eigenheim erstmals einen Ziergarten statt nur den bis in die Nachkriegszeit üblichen reinen Nutzgarten leisten konnten und nun auch genügend Freizeit und Geld für seine Gestaltung und Pflege zur Verfügung hatten, jedoch immer weniger fachliche Erfahrung. Damit stieß Burda in eine große Marktlücke. Schon nach der zweiten Ausgabe lag die verkaufte Auflage bei über 200.000 Exemplaren und erreichte eine halbe Million Leser. Durch Übernahme und Integration des Konkurrenztitels Grün der DVA im Jahr 1974 erreichte Mein schöner Garten die Marktführerschaft in Europa. Inhaltlich handelte es sich ursprünglich allerdings eher um ein illustriertes „People-Magazin mit Blumen“, in dem des Öfteren Prominente auf der Titelseite prangten und Human Interest viel Platz hatte, erst in späteren Jahren verschob sich der Schwerpunkt – mal mehr, mal weniger stark – in Richtung Ratgeber.

## Verbreitung

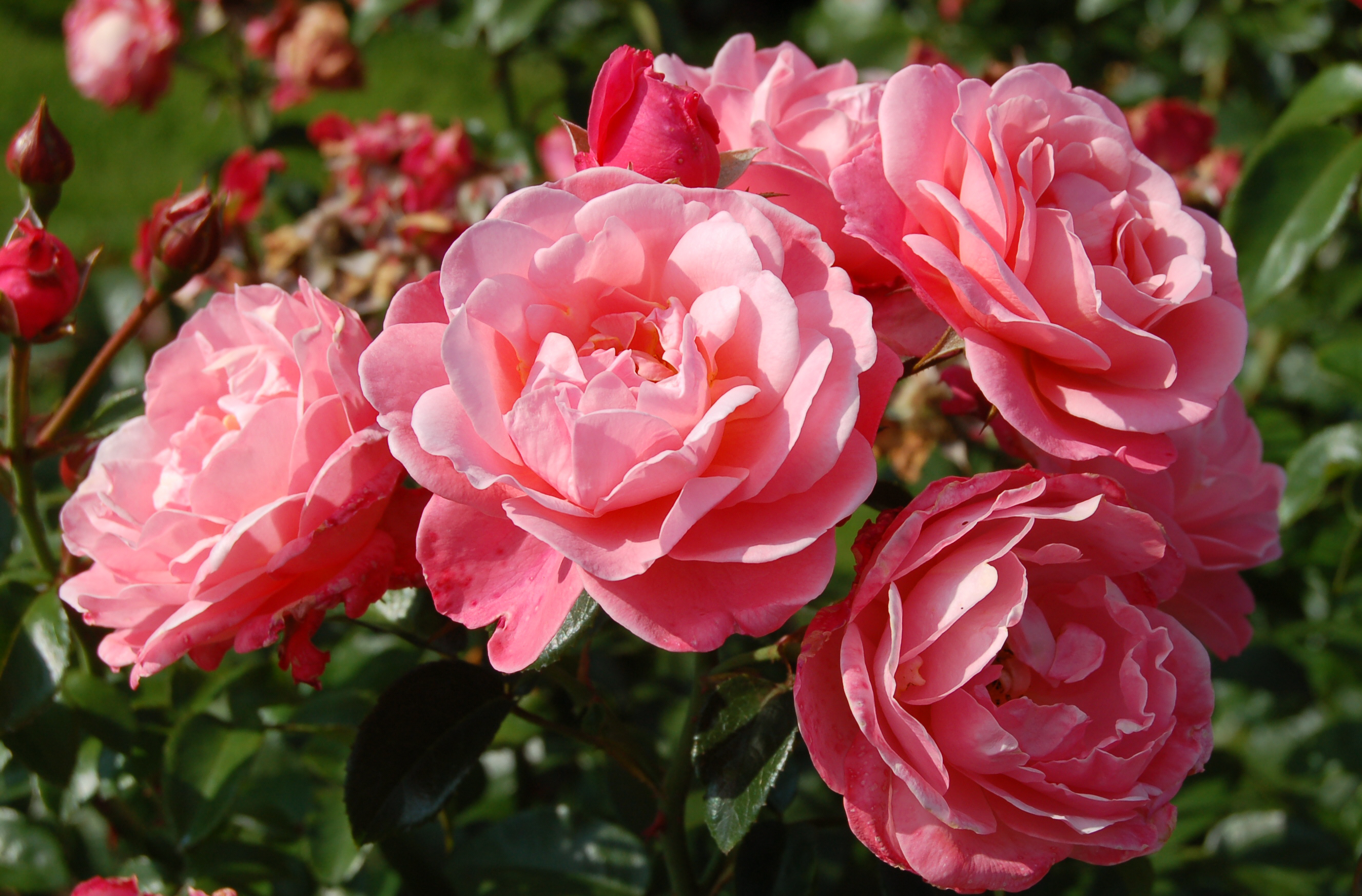
Der Züchter Kordes benannte 1997 eine Strauchrosen-Sorte nach Mein schöner Garten.

Die verbreitete Auflage der Hefte lag lt. IVW 4/2024 je nach Jahreszeit bei rund 189.545 Exemplaren. Die im Vergleich zur Auflage um ein Vielfaches höhere Reichweite ist unter anderem damit zu erklären, dass die Zeitschrift in zahlreichen öffentlichen Bibliotheken vorhanden und auch in vielen Lesezirkeln enthalten ist.
Außerhalb des deutschsprachigen Raumes ist die Zeitschrift in Polen, Tschechien, Rumänien, Russland und der Ukraine vertreten.

## Ableger
Unter dem Dach der Muttermarke erscheinen diverse Ableger und Sonderhefte wie Mein schöner Garten Spezial, Gartenspaß, Lisa Blumen & Pflanzen und Gartenidee. Bereits seit 1998 gibt es einen Online-Auftritt. Aus der ursprünglich als Leserforum konzipierten Seite entstand im Lauf der Jahre eine umfangreiche Website mit einem Onlineshop für Pflanzen und Gartenzubehör und einem großen, fachlich fundierten Pflanzenlexikon. Zum digitalen Markenauftritt gehören außerdem verschiedene große Social Communities bei Facebook, Instagram und Pinterest. Insbesondere nach einem umfassenden Relaunch im Jahr 2016 verzeichnete Mein schöner Garten online jedes Jahr ein starkes Reichweitenwachstum und erreichte im Jahr 2020 monatlich bis zu 18 Millionen Visits. Damit rangiert die Website nach SimilarWeb weltweit auf Platz 3 der größten Gartenportale.

## Personalien
Bisherige Chefredakteure der Zeitschrift:
- 1972 – Dezember 1973: Ekkehard Franke-Gricksch[5] (Sohn von Alfred Franke-Gricksch)
- 1976–1980:[6] Karl-Heinz Hanisch (ab Januar 1974 Redaktionsleiter; ab 1983 Mitherausgeber zusammen mit Lennart Bernadotte)
- Januar 1984–1994: Gerd Spiegel (früher u. a. Bunte-Redakteur; ab Juli 1981 stellv. Redaktionsleiter von MsG, ab 1983 de facto Redaktionsleiter; ab 1995 einige Zeit Chefredakteur des Online-Auftritts von MsG)
- 1995 –  März 2009: Jürgen Wolff (ab 1985 im Redaktionsteam von MsG, zunächst Chef vom Dienst, ab 1994 stellv. Chefredakteur)
- seit April 2009: Andrea Kögel (die gelernte Gärtnerin, die schon ihr Volontariat bei Mein schöner Garten absolvierte, ist wie bisher schon auch weiterhin redaktionelle Leiterin der Wohn-Zeitschriften von Burda; seit der Aufgabenerweiterung 2009 um die Gartentitel ist sie Redaktionsleiterin des gesamten Segments Burda Living.net im Geschäftsbereich Burda Medien Park Verlage).
- seit Januar 2020: Wolfgang Bohlsen (der gelernte Zierpflanzengärtner und Gartenbau-Ingenieur ist nach einer Ausbildung zum Lektor beim Kosmos-Verlag seit 1995 Mitglied der Redaktion von Mein schöner Garten. Von 2000 bis 2011 war er Redaktionsleiter der Zeitschrift Gartenspaß, 2012 wurde er stellvertretender Chefredakteur von Mein schöner Garten).